# 新体詩
新体詩（しんたいし）は、明治時代に西洋詩の影響を受けて、それまでの日本の和歌・俳句などの定型詩や漢詩から新しい詩型を目指した詩作品。新詩。1882年（明治15年）に刊行された『新体詩抄』（矢田部良吉、外山正一、井上哲次郎）で広く知られ、詩人としての北村透谷、島崎藤村らを生んだ。

## 歴史と作品

### 新体詩抄
幕末に維新の志士が都々逸などの俗謡に倣い自由な詩を作っており、明治初期には西洋の詩が漢詩の形式で和訳され、中村敬宇『嶽南集』（1870年）ではオリヴァー・ゴールドスミス「僻村牧師歌」、ロングフェロー「打鉄匠歌」などを、末松謙澄がシェリー「雲雀の詩」を訳出している。また1877年（明治10年）前後に翻訳されたキリスト教の賛美歌は、七五調（プロテスタント系）や三十一文字（カトリック系）の詩型が用いられた。
矢田部良吉や外山正一は、アメリカでダーウィンやスペンサーの社会進化論を学び、文学改良運動の一つとしてアルフレッド・テニスンなどの訳詩や、外山ゝ山（とやまちゅざん）の創作「社会学の原理に題す」などによる『新体詩抄』を1882年に刊行した。『新体詩抄』の作品は、従来の日本詩歌の花鳥風月や叙情の枠を離れて、思想的、抽象的な内容を取り入れ、律格は七五調であるが、スタンザ形式や押韻、リフレインを取り入れたものだった。作品としては「駄作の偶集にすぎなかった」（日夏耿之介『明治大正詩史』）とも後年評されるが、七五調という以外に何の規定も無いことで、これを再編増補した竹内隆信編『新体詩歌』とも当時の若者に多くの影響を与えた。湯浅半月は同志社大学在学中に、英語教師山崎為徳によりジョン・ミルトンの影響を受け、旧約聖書の故事を素材にした五七調689行の叙事詩『十二の石塚』を作っており、製作時期は『新体詩抄』以前であり、またこの長詩は「朗々吟ずるに足る出来栄えであって、日本近代詩の出発とするにふさわしい」（由良君美）と評されている。続いて小室屈山「自由の歌」や、硯友社系の文学者丸岡九華、山田美妙なども作品を発表し、植木枝盛は当時の自由民権思想を盛り込んだ作品を作った。
「新体詩（新體詩）」という名前は、井上の発案によるもので、「在来の長歌、若しくは短歌等とは異なった一種新体の詩なるがゆえ」「昔より在り来りの詩歌に異なりたる詩的の作は皆之を称して新体詩と謂わむとするのが我々の考えでありました」と述べられている。新体詩の呼び名は1907、8年頃まで使われ、やがて短歌に対する「長詩」と呼ばれ、その後単に「詩」となった。

### 発展
北村透谷が民権運動の記憶による『楚囚之詩』を発表。歌人の落合直文は、井上巽軒（井上哲次郎）の漢詩を元にした、七五調による長編詩「孝女白菊の歌」（1888年）を発表し、新詩形の物語詩として広く愛誦され、以後の詩型に大きな影響を与えた。森鷗外がドイツからの帰国翌年の1889年に井上通泰、落合直文、市村瓚次郎、妹の小金井喜美子らの国文学者による新声社として制作した訳詩集『於母影』は、シェイクスピア、バイロン、ゲーテ、ハイネ、レーナウら大家の詩を選んで、「国語としての洗練も申し分なくその異国的詩情と古典的手法との結合が、当時の人々をしてここに新文学ありと驚喜せしめた」もので、当時深い影響を与えた。
『於母影』はまた「新しい詩想の捉え方や、外国の詩の味わい方、国語の新しい用法などを具体的に示され」ており、この影響により中西梅花『新体梅花詩集』、山田美妙『青年唱歌集』、北村透谷『蓬莱曲』などの優れた作品が出るようになった。
宮崎湖処子の『帰省』は、陶淵明、ウィリアム・ワーズワースの自然観に影響された散文詩で、国木田独歩により「田家文学」の選手として賞揚される。1895年には河井醉茗が詩誌『文庫』を創刊、伊良子清白、横瀬夜雨などが活動した。1897年には国木田独歩、柳田國男、宮崎湖処子、太田玉茗、田山花袋ら合同の『叙情詩』刊行。同年の『文学界』同人の島崎藤村『若菜集』や、岩野泡鳴らの浪漫主義的作品も生まれた。また上田敏の訳詩（1905年『海潮音』など）による紹介を受けて、薄田泣菫は高踏派的な作品、蒲原有明はマラルメやメーテルリンクなどの象徴詩に影響された方向へと進む。上田、蒲原、薄田の三人が新詩形完成の功労者であると日夏耿之介は評しており、また象徴詩はその後北原白秋、三木露風が優れた作品を生んだ。
大町桂月『黄菊白菊』を始め、塩井雨江、武島羽衣、久保天随、国府犀東といった人々は、「美文韻文」という呼び方で、新体詩を発表した。
総体として、新体詩はヨーロッパの詩情を日本に導入しようとしたもので、「個性の強化と自我の崇拝、また感情と官能の開放」を含んでいたが、それは『於母影』から上田敏『海潮音』や永井荷風『珊瑚集』に継承された。また島崎藤村や与謝野鉄幹は『於母影』からロマン主義を学び、薄田泣菫は古典主義的な面を発展させたと言える。鷗外はその後、1905年頃より「腰辨當」の筆名で、当時の詩的観念よりも日常生活から美を見出す詩を模索し、それらは詩集『沙羅の木』（1915年）にまとめられている。
新体詩は、自然主義運動に先駆する近代文学運動であったと佐藤春夫は評している。  新詩社では「長詩」とも呼んだ。新体詩の内容は叙情詩、叙事詩を含み、また軍歌や唱歌、創作民謡となったものも多い。これらは文語定型詩であり、明治40年代の口語自由詩へと繋がっていく。

## 主な作品
- 1882年 矢田部良吉、外山正一、井上哲次郎『新体詩抄』丸家善七
- 1882年 竹内節編『新体詩歌』（全5巻）徴古堂
- 1885年 湯浅半月『十二の石塚』私家本
- 1886年 山田武太郎編『新体詞選』
- 1886年 落花居士『新体詩学必携』有朋社
- 1886年 中川清次郎、山口常太郎『新体詩学必携 新体詩格 愛国美談』新体詩学研究会
- 1886年 山田美妙『新体詩華 少年姿』香雲書房
- 1886年 竹内隆信編『新体詩選』春陽堂
- 1887年 植木枝盛『新体詩歌 自由詞林』市原真影
- 1889年 北村透谷『楚囚之詩』春詳堂
- 1889年 森鷗外など訳『於母影』国民の友
- 1890年 宮崎湖処子『帰省』民友社
- 1891年 中西梅花『新体梅花詩集』博文館
- 1893年 落合直文『騎馬旅行』国語伝習所
- 1893年 宮崎湖処子『湖処子詩集』右文社
- 1893年 島崎藤村『悲曲 琵琶法師』『悲曲 茶のけぶり』『朱門のうれひ』「文學界」
- 1894年 塩井雨江訳、ウォルター・スコット『今様長歌 湖上の女人』開新堂書店
- 1894年 齋藤緑雨『新体詩見本』「二六新報」
- 1895年 外山正一他編『新体詩歌集』大日本図書株式会社
- 1896年 与謝野鉄幹『東西南北』明治書院
- 1897年 佐佐木信綱ら『この花』同文舘
- 1897年 宮崎八百吉編『叙情詩』民友社
- 1897年 島崎藤村『若菜集』春陽堂
- 1899年 横瀬夜雨『夕月』旭堂書店
- 1899年 土井晩翠『天地有情』
- 1899年 薄田泣菫『暮笛集』
- 1901年 河井醉茗『無弦弓』内外出版協会
- 1901年 岩野泡鳴『霜じも』無天詩窟
- 1902年 蒲原有明『草わかば』
- 1905年 幸田露伴『心のあと 出盧』春陽堂
- 1905年 三木露風『夏姫』
- 1906年 伊良子清白『孔雀船』佐久良書房